# Pueblo Nuevo (Falcón)
Pour les articles homonymes, voir Pueblo Nuevo.
Pueblo Nuevo est l'une des neuf paroisses civiles de la municipalité de Falcón dans l'État de Falcón au Venezuela. Sa capitale est Pueblo Nuevo, chef-lieu de la municipalité.

## Géographie
Outre sa capitale Pueblo Nuevo, la paroisse civile contient les localités de :
- Azaro
- Cayerúa
- El Barbasco
- Guacuira Arriba
- La Ciénaga
- Los Pozos
- Miramar
- Pueblo Nuevo
- Sacuragua
- San José de Cocodite